# Vladimir Tchertkov
Vladimir Grigorievitch Tchertkov (ancienne forme francisée : Tchertkoff ; en russe : Влади́мир Григо́рьевич Чертко́в), né le 22 octobre 1854 (3 novembre dans le calendrier grégorien) à Saint-Pétersbourg et mort le 9 novembre 1936 à Moscou, est un écrivain et éditeur russe,  militant anarchiste chrétien et pacifiste. Il fut un ami proche de Tolstoï et son éditeur. Ce fut également une des figures principales du mouvement tolstoïen[réf. nécessaire].

## Biographie
Vladimir Tchertkov naît dans une famille de l'aristocratie fortunée et reçoit une éducation soignée avec des précepteurs à demeure. Son père, Grigori Ivanovitch (1828-1884), est un officier de haut rang fort cultivé qui termine sa carrière comme général-adjudant sous Alexandre III dont il a la faveur. Sa mère, Élisabeth Ivanovna, née comtesse Tchernicheva-Krouglikova (1832-1922), est célèbre pour sa beauté, son esprit et le salon qu'elle tient à Saint-Pétersbourg. Elle figure parmi les proches de l'impératrice dont elle est une des dames d'honneur. Comme sa mère, Vladimir Tchertkov est préoccupé par la spiritualité chrétienne. Dans sa jeunesse, il est beau, mince et de haute taille, châtain clair avec de grands yeux gris sous des sourcils arqués. Il manie le paradoxe avec esprit. Cependant une révolution spirituelle s'opère en lui.

« À l'âge de vingt-deux ans, j'étais officier de la Garde et je brûlais ma vie en me donnant à tous les vices habituels. Je vivais dans l’enivrement avec de rares périodes de sobriété. Mon Dieu ! Si Vous existez, aidez-moi, je me meurs. C'est ainsi que de tout mon cœur je l'implorai et qu'un jour j'ouvris l'Évangile à la page même où le Christ déclare qu'il est la Voie, la Vérité et la Vie. J'en reçus un tel soulagement que ma joie dans ses minutes fut indicible. »

Il approfondit alors sa connaissance de l'Évangile et décide de changer de vie. Après huit ans de service aux chevaliers-gardes, il donne sa démission et s'installe en 1880 dans la propriété familiale de Lizinovka, près de Rossoch, s'adonnant à des œuvres de charité et au développement de la condition des paysans. Ensuite il quitte la demeure du domaine pour vivre dans une humble chambre de l'école du village, voyage en train en troisième classe, discute avec les paysans, etc. Il finit par passer pour fou pour la noblesse locale.
Il fait la connaissance de Tolstoï en octobre 1883 à Moscou, devenant rapidement son disciple. Sur les conseils de ce dernier, il fonde une maison d'édition en 1884 « Посредник » (L'Arbitre, ou L'Intermédiaire), dont le but est de faire publier des livres bon marché pour le peuple. Ce sont surtout des ouvrages de préoccupations éthiques ou morales, dont certains sont de la plume de Tolstoï, et d'autres plus tard de Korolenko, Garchine, Leskov ou Tchékhov. Les deux hommes échangent une correspondance fournie qui constitue cinq tomes de l'œuvre complète de l'écrivain. Au début, la mère de Tchertkov se réjouit que son fils se préoccupe des voies évangéliques, mais elle finit par s'inquiéter de son interprétation tolstoïenne (dont elle ne remet pas en cause cependant l'émancipation du peuple par la culture, le végétarianisme ou le pacifisme) et leur relation s'en ressent. Tolstoï en conçoit du remords et à maintes reprises évoque dans sa Correspondance la nécessité pour son disciple de se réconcilier avec sa mère.

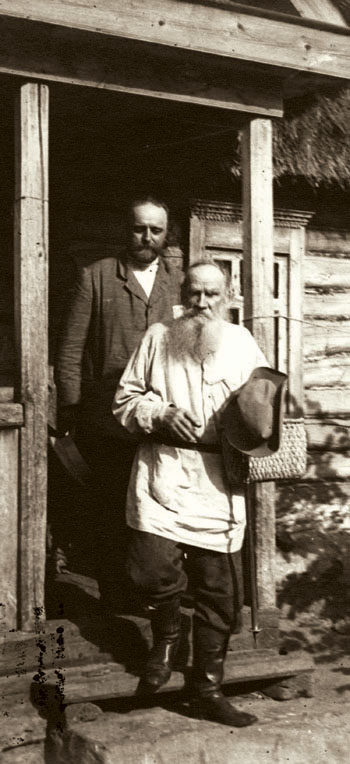
Tchertkov et Tolstoï

Les questions dogmatiques passent peu à peu au second plan pour laisser la place à un engagement social en faveur des minorités religieuses réprimées et en particulier les doukhobors, les molokanes, etc. À tel point qu'un jour en 1897 le ministre de l'Intérieur Goremykine prévient la mère de Tchertkov qu'il risque d'être exilé en Sibérie pour s'opposer à la politique anti-sectaire menée par le gouvernement de Nicolas II. L'impératrice douairière intervient en sa faveur auprès de son fils, en mémoire de l'amitié de l'empereur défunt pour la famille et le ministre laisse le choix à Tchertkov : ou bien la Sibérie ou bien un départ discret et rapide pour l'étranger. Tchertkov choisit cette dernière variante. Il décide de s'embarquer pour l'Angleterre où sa mère passe une bonne partie de l'année. Le comte et la comtesse Tolstoï l'accompagnent à Saint-Pétersbourg pour son départ en bateau.
Il ouvre une maison d'édition à Londres La Parole libre qui publie en russe des brochures interdites en Russie, dont certaines de Tolstoï, en butte à l'hostilité de l'Église orthodoxe russe qui aboutit à son excommunication. Vladimir Tchertkov et sa mère vivent environ huit ans en Angleterre. Élisabeth Ivanovna soutient matériellement son fils dans ses activités de défense des droits et notamment dans l'aide à l'émigration des doukhobors (notamment en Amérique). Il retourne en Russie en 1905. Il retrouve avec émotion son vieux maître avec qui il réorganise la maison d'édition L'Intermédiaire avec l'aide de Birioukov rentré lui aussi d'exil, tandis que sa maison d'édition en Angleterre poursuit ses parutions.
Il s'installe non loin de Iasnaïa Poliana en 1908, mais l'année suivante les autorités lui interdisent de résider dans le gouvernement de Toula où se trouve le domaine de Tolstoï et il doit donc déménager dans le gouvernement de Moscou, où Tolstoï, nonobstant la jalousie de son épouse à l'égard de Tchertkov, peut le rencontrer périodiquement. Ce qui a sauvé Tchertkov de poursuites policières plus sévères, c'est l'amitié qu'il avait entretenue depuis ses années d'élève-officier au Corps des Pages avec le général Trepov, chef de la police impériale de Moscou, avant la mort de ce dernier en 1905.
La comtesse Tolstoï en revanche n'accepte d'aucune manière ce retour, comme le souligne par exemple cette page de son Journal :

« Il m'était particulièrement pénible tous les matins lorsque j'allais saluer Léon Nikolaïevitch de voir au-dessus de lui le portrait de cette personne qui m'était odieuse. Le fait que Léon Nikolaïevitch l'avait remis comme autrefois me mettait dans un état de désespoir terrible. Ne pouvant le voir, il n'avait pu se séparer de son portrait. Je l'ai décroché du mur, je l'ai déchiré en petits morceaux et je l'ai jeté au cabinet. Naturellement Léon Nikolaïevitch s'est mis en colère... »

C'est Tchertkov qui fait accepter comme secrétaires auprès de Tolstoï Nikolaï Nikolaïevitch Goussev et Valentin Boulgakov. Lorsque Tolstoï est alité à la gare d'Astapovo après sa fuite, en présence de sa fille Alexandra et du docteur Makovitsky, Tchertkov est le premier à accourir, alors que la comtesse Tolstoï n'a pas le droit de voir son mari. Il reste à son chevet pendant cinq jours.
En 1918, Vladimir Tchertkov commence à publier les œuvres complètes de Tolstoï en quatre-vingt-dix tomes, tâche à laquelle il se voue jusqu'à sa mort. Léon Tolstoï écrivit à propos de son disciple : « Dieu m'a donné un bonheur suprême. Il m'a donné un ami tel que Tchertkov. »
Il est enterré au cimetière de la Présentation (Moscou).

## Relations avec la famille Tolstoï

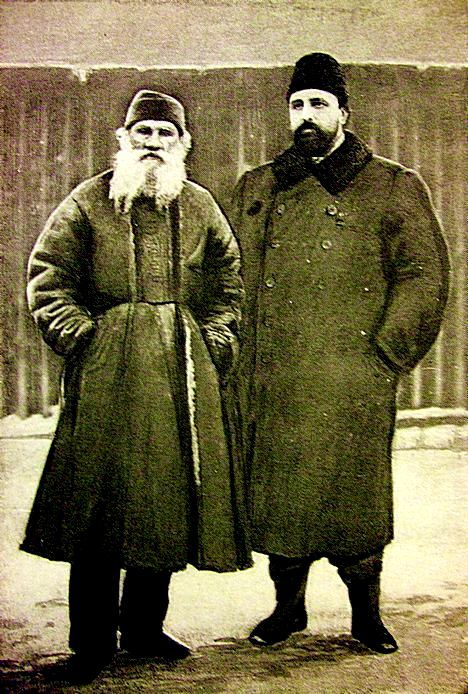
Tolstoï avec Tchertkov à la fin de sa vie

Tchertkov, selon les Mémoires de la comtesse Tolstoï, s'efforçait de l'éloigner de son époux. Ses relations sont mauvaises avec la plupart des membres de la famille Tolstoï qui déplorent son influence sur le vieil homme. Il est jugé plus tolstoïen que Tolstoï lui-même et la fuite de Tolstoï la veille de sa mort est considérée par eux comme le fruit de cette influence. La comtesse est particulièrement critique envers son attitude vis-à-vis des biens matériels. Lorsqu'il vient à Iasnaïa Poliana, il vit aux frais de la famille, mais il critique le prétendu matérialisme de la comtesse qui rétorque qu'elle a le devoir d'élever une famille nombreuse et qu'elle aide son époux (à sa demande) en recopiant et mettant au propre ses manuscrits. Il profite du vieil écrivain en lui faisant signer un codicille testamentaire dans lequel il peut, plutôt que la comtesse, disposer de ses manuscrits pour l'édition de ses œuvres complètes.
Tchertkov juge défavorablement les Mémoires de la comtesse et ses écrits et se met dans les bonnes grâces du pouvoir soviétique, estompant la version de la comtesse et son rôle auprès de son époux.

## Famille

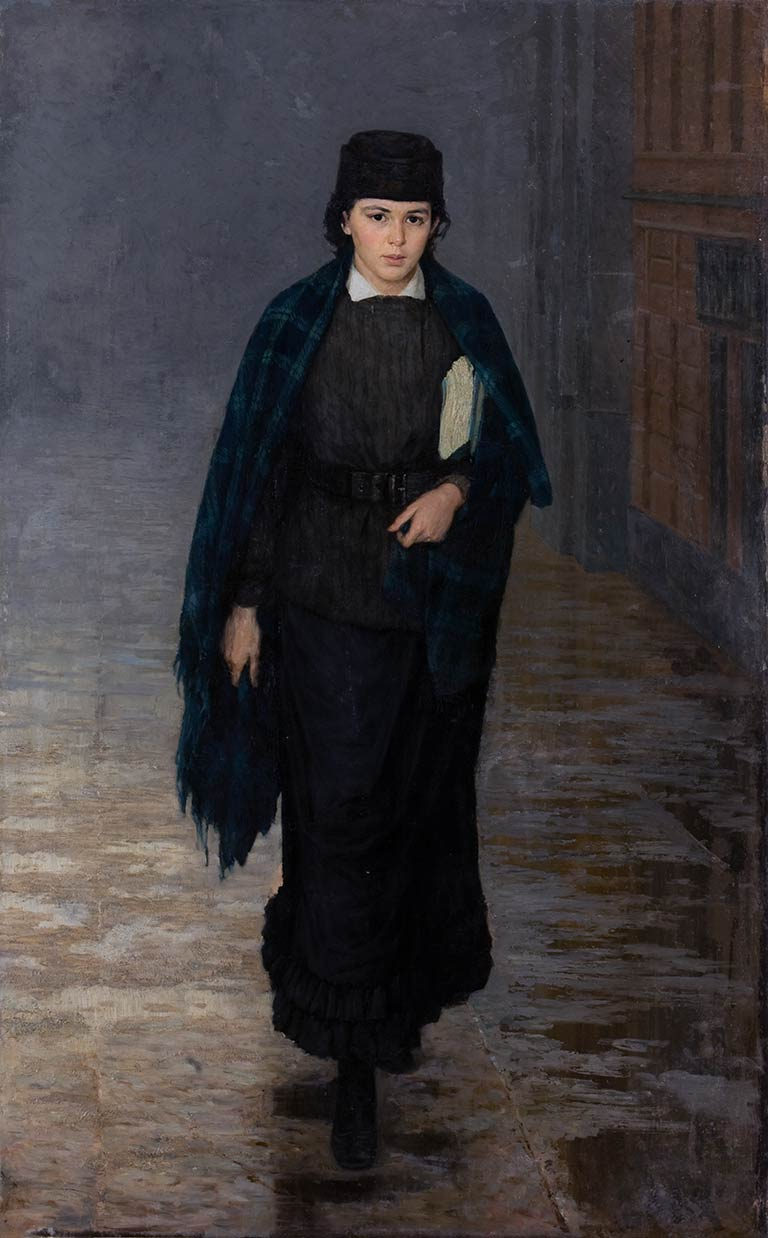
Anna Dieterichs portraiturée par Nikolaï Yarochenko, L'Étudiante (1880), musée d'art de Kalouga.

Vladimir Tchertkov épouse Anna Constantinovna Dieterichs (1859-1927), diplômée des cours Bestoujev, auteur de littérature pour l'enfance et de Mémoires et sœur du futur général Mikhaïl Dieterichs. Ils ont deux enfants :
- Olga (1887 - morte en bas âge)
- Vladimir (1889-1964), il a vendu les archives de la maison d'édition L'Intermédiaire au musée national littéraire.

## Œuvre
- Римский мудрец Эпиктет, его жизнь и учение [Le Sage romain Épictète, sa vie et son enseignement] (Серия «Жизнь и учение мудрецов» [Collection vie et enseignement des sages]), 1889.
- Злая забава. Мысли об охоте [Un mauvais passe-temps. Pensées à propos de la chasse] (avec préface de L. N. Tolstoï), Saint-Pétersbourg, Typogr. А. S. Sourovine, 1890.
- Студенческое движение 1899 года [Le Mouvement étudiant de 1899], éditions La Parole libre («Свободное слово»), № 29. par A. Tchertkoff, Purleigh, Maldon, Essex, Angleterre, 1900.
- Финляндский разгром [La Défaite de Finlande] éditions La Parole libre («Свободное слово»), № 35, par A. Tchertkoff, Purleigh, Maldon, Essex, Angleterre, 1900.
- O революции. Насильственная революция или христианское освобождение? [À propos de la révolution. Révolution violente ou libération chrétienne ?] (avec préface de L. N. Tolstoï) éditions La Parole libre («Свободное слово»), № 89. par A. Tchertkoff, Chistchurch, Hants, Angleterre, 1904.
- Наша революция. Насильственное восстание или христианское освобождение? [Notre révolution. Insurrection violente ou libération chrétienne ?] (avec préface de L. N. Tolstoï), 2e éd., Moscou, typogr. Poplavski, 1907.
- О последних днях Л. Н. Толстого [Sur les derniers jours de L. N. Tolstoï], Moscou, typogr. I. D. Sytine, 1911.
- Жизнь одна (Об убийстве живых существ) [La Vie seule (à propos du meurtre d'êtres vivants)], Moscou, éditions «Посредника» [L'Arbitre], 1912.
- En collaboration avec Jane Hall : Христианство первых веков [La Chrétienté des premiers siècles], Moscou, éditions de la Société de la Liberté véritable (издание Общества Истинной Свободы) en mémoire de L. N. Tolstoï, 1919.
- (en) Save Russia. A Remarkable Appeal to England by Tolstoy’s Executor in a Letter to his English Friends by V. Tchertkoff (Sauver la Russie...), Londres, 1919.
- Уход Толстого [Le Départ de Tolstoï], Berlin, éditions I. P. Ladyjnikov, 1922.
- письмо-ходатайство к И. В. Сталину за арестованных толстовцев от 5 февраля 1930 г. [Lettre-supplique à Joseph Vissarionovitch Staline à propos des tolstoïens arrêtés datée du 5 février 1930] // Возвращение памяти. Историко-публицистический альманах. 3e éd., Novossibirsk, maison d'éditions de la filiale sibérienne de l'Académie des sciences de Russie, 1997.

## Filmographie
Tchertkov a été personnifié au cinéma dans plusieurs films dont :
- Le Départ du grand vieil homme (1912, Russie) de Yakov Protazanov, avec Mikhaïl Tamarov dans le rôle de Tchertkov
- Léon Tolstoï (1984, URSS, Tchécoslovaquie) de Sergueï Guerassimov, avec Alexeï Petrenko dans le rôle de Tchertkov
- Tolstoï, le dernier automne (2009, Allemagne-Angleterre-Russie) de Michael Hoffman, avec Paul Giamatti dans le rôle de Tchertkov

## Sources
- (it) Cet article est partiellement ou en totalité issu de l’article de Wikipédia en italien intitulé « Vladimir Čertkov » (voir la liste des auteurs).

- (ru) Cet article est partiellement ou en totalité issu de l’article de Wikipédia en russe intitulé « Чертков, Владимир Григорьевич » (voir la liste des auteurs).